# Denis de Chapel
Pour les articles homonymes, voir Chapel.
Denis de Chapel est un homme politique français, né le 14 juillet 1786 à Douai (Nord) et mort le 21 juin 1849 à Nîmes (Gard). 

## Mandats
- Maire d'Alès (1829-1831)
- Député du Gard (1837-1842)
- Conseiller de l'arrondissement d'Alès pour le canton de Lédignan (1833-1839)

## Sources
- « Denis de Chapel », dans Adolphe Robert et Gaston Cougny, Dictionnaire des parlementaires français, Edgar Bourloton, 1889-1891 [détail de l’édition]